# Doppelanschlussstelle

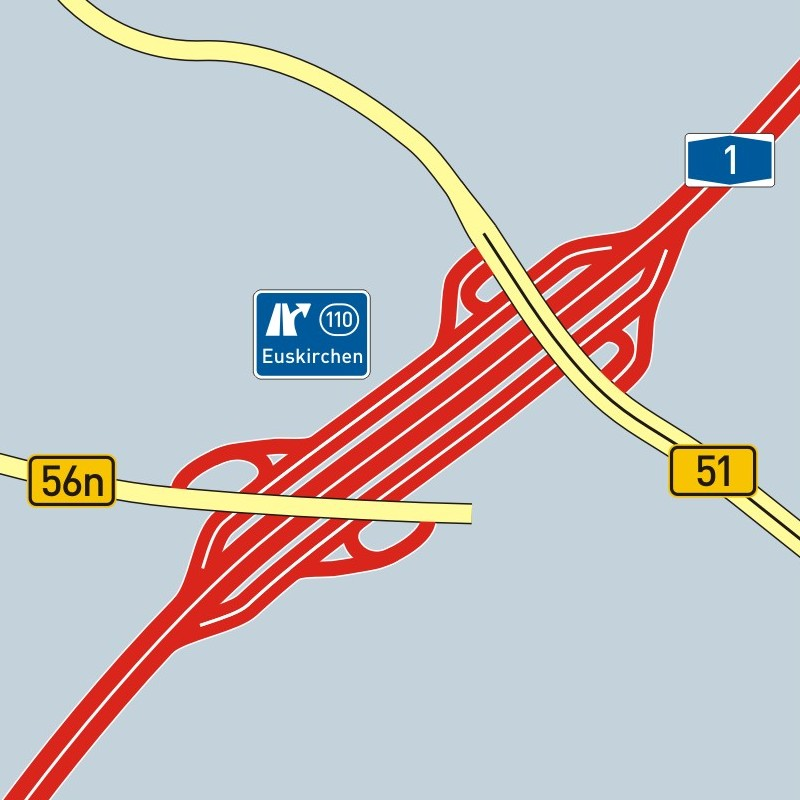
Frühere Bauform der Doppelanschlussstelle Euskirchen

Als Doppelanschlussstelle wird eine Anschlussstelle einer Autobahn oder Schnellstraße bezeichnet, die baulich so gestaltet ist, dass mit nur jeweils einer Auf- bzw. Abfahrt in jede Fahrtrichtung über Verteilerfahrbahnen zwei Straßen angeschlossen sind.
Der Grund für den Bau von Doppelanschlussstellen ist zumeist, dass zwei Straßen angebunden werden sollen, die in kurzem Abstand die Autobahn kreuzen oder in der Nähe verlaufen, so dass kein ausreichender Platz für zwei eigenständige Anschlussstellen vorhanden ist. 

## Beispiele
Eine extrem komplexe Doppelanschlussstelle ist das Sonnborner Kreuz (31) an der A 46 in Wuppertal. Dort besteht eine Verbindung zur B 224/A 535 nach Norden, zur B 228 in Ost- und West-Richtung sowie zur L 74 und L 418 in östlicher Richtung. In Fahrtrichtung Düsseldorf können alle aufgeführten Straßen über eine Abfahrt erreicht werden. Aus der Gegenrichtung ist der Anschluss an die L 75 und L 418 nur über eine eigene Abfahrt möglich, die mit Wuppertal-Cronenberg/Ronsdorf beschildert ist.
In den 1990er Jahren wurde die Anschlussstelle Euskirchen an der A 1 zu einer Doppelanschlussstelle umgebaut, um neben dem bestehenden Anschluss an die B 51/L 264 eine Verbindung zur neu gebauten B 56n zu schaffen, die nur ca. 800 m entfernt die Autobahn kreuzt. Die B 56n ist als A 56 konzipiert worden und entsprechend wurde der neue Teil der Anschlussstelle als Autobahnkreuz gebaut.
Auch außerhalb von Deutschland befinden sich Doppelanschlussstellen an Autobahnen. Insbesondere in dicht bebauten Ballungsgebieten werden dort Anschlussstellen zusammengefasst. In der Schweiz zählt beispielsweise die Anschlussstelle Basel Hagnau bzw. Basel St. Jakob (6) der Autobahn A2 dazu.

### Ähnliche Bauwerke
Eine Alternative für sehr nahe an der Anschlussstelle gelegene Knoten oder mehrerer Zubringer kann die Verwendung eines Kreisverkehrs als Anschlussstelle sein, der die anderen Straßen mitanbindet. 
Konstruktionen mit in Teilen gemeinsamen Eigenschaften oder Anforderungen sind Frontage Roads. Nahe gelegene Anschlussstellen verwenden ineinander übergehende Beschleunigungs- und Verzögerungsstreifen oder zur Entflechtung überworfene Rampen. Diese müssen eingesetzt werden, wenn eine der Anschlussstellen bauartbedingt keine Durchfahrt geradeaus erlaubt und keine Verteilerfahrbahn existiert. Ein Beispiel ist auf der A113 der Anschluss Schönefeld 52° 23′ 50″ N, 13° 31′ 8″ O und 52° 23′ 34″ N, 13° 31′ 23″ O.